# Tramway de Brest au Conquet
La ligne de tramway de Brest au Conquet constitua la ligne principale d'un petit réseau de tramway rural, concédé aux Tramways Électriques du Finistère, d'une longueur de 23 km, reliant Brest, sous-préfecture du Finistère, au Conquet, petit port de pêche situé à l'ouest de Brest, actuellement embarcadère vers les îles de Molène et d'Ouessant. La ligne a fonctionné de 1903 à 1932. Un court embranchement lui fut adjoint, qui fonctionna de 1908 à 1918, vers Sainte-Anne-du-Portzic, village situé sur une anse marine à Plouzané.

## Histoire

### Résumé chronologique
- 11 juillet 1903[1] : ouverture du tronçon Saint-Pierre-Quilbignon - Le Conquet[2], la mise en service par étape s'achevant le 21 avril 1900 avec l'ouverture de la troisième ligne[2]
- 5 août 1908 : ouverture du tronçon Brest (porte du Conquet) - Saint-Pierre-Quilbignon[2]
- 1er septembre 1908 : ouverture du tronçon La Trinité - Sainte-Anne-du-Portzic[2]
- 9 septembre 1918 : fermeture du tronçon La Trinité - Sainte-Anne-du-Portzic[2]
- 1921 : exploitation reprise par la compagnie des chemins de fer départementaux du Finistère[2]
- 2 octobre 1932 : fermeture de la ligne[2]

### Déclaration d'utilité publique

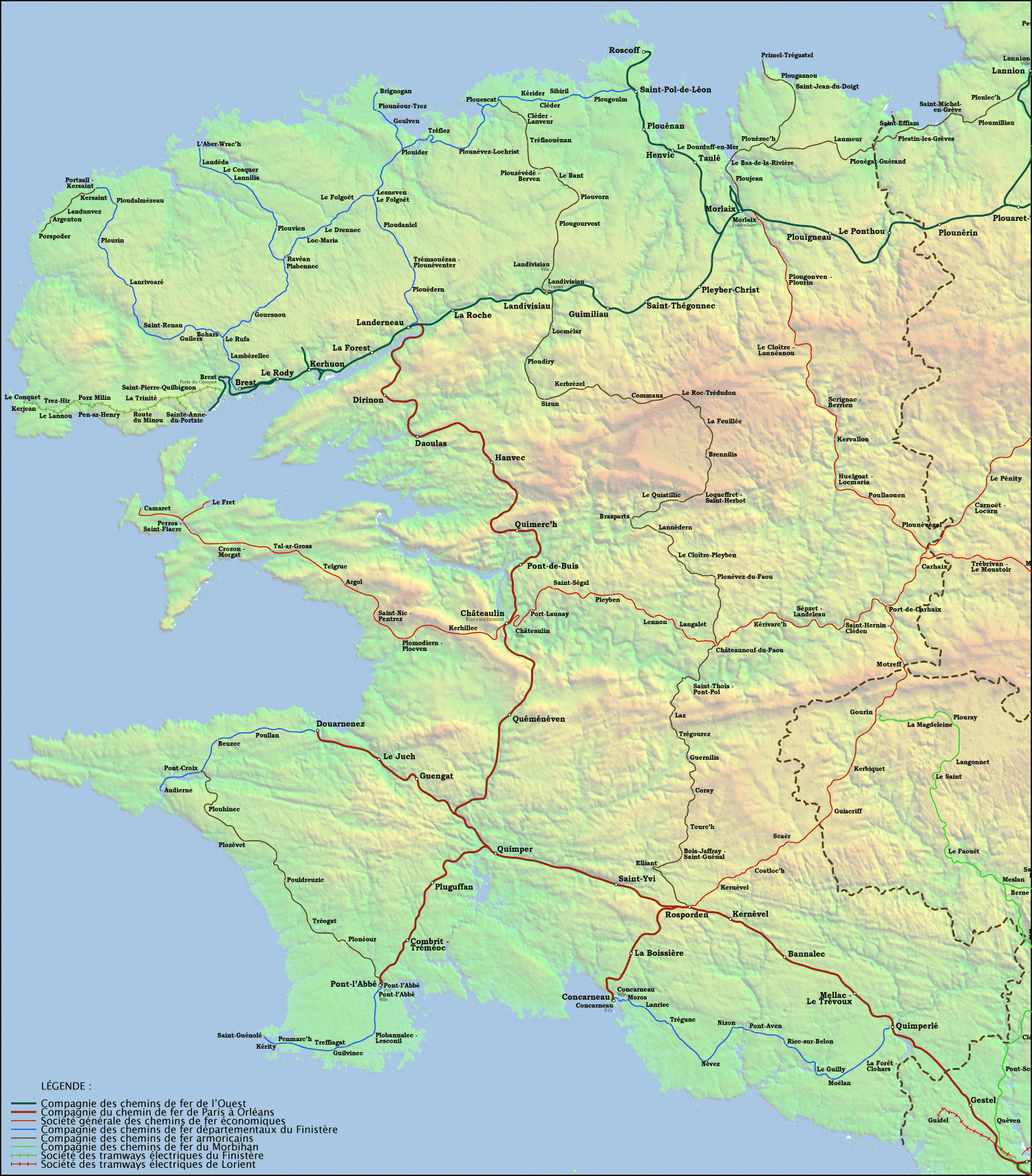
Le réseau finistérien à son apogée. La ligne de tramway figure en vert clair au nord-ouest du département.

La déclaration d'utilité publique de la ligne de Brest au Conquet fut inspirée par des considérations stratégiques, économiques et touristiques. Il facilitait le déploiement des troupes vers les côtes du côté de l'anse des Blancs-Sablons, point faible de la défense côtière léonarde ; il facilitait le transport des produits agricoles vers la place forte ; enfin, il permettait aux Brestois d'accéder aux plages de Sainte-Anne-du-Portzic, de Trégana, de Porsmilin, du Trez Hir et des Blancs-Sablons. 
La ligne fut donc déclarée d'utilité publique et concédée à la société anonyme des tramways électriques du Finistère, dont le président était M. Hérodote, également président de la compagnie des tramways électriques de Brest, à laquelle étaient concédés les tramways urbains. Son siège social était à Paris.

### Ouverture et prolongement

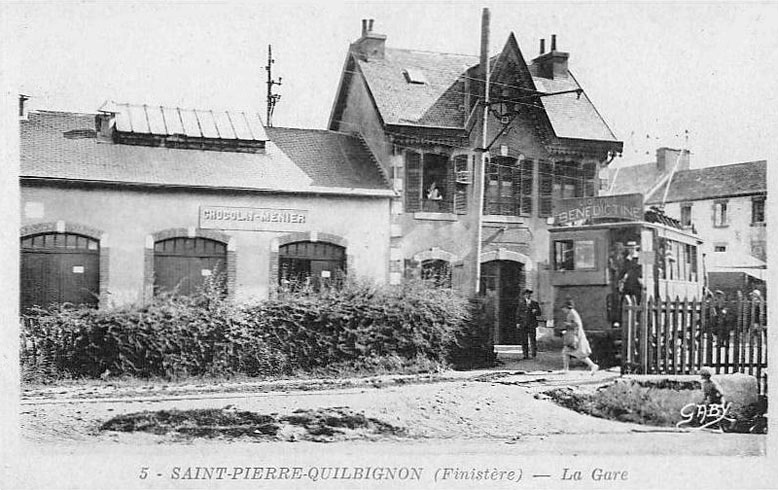
La gare du tramway à Saint-Pierre-Quilbignon

Le premier tronçon, entre Saint-Pierre-Quilbignon, terminus des tramways urbains, et Le Conquet, ouvre le 12 juillet 1903, sous la houlette de M. Calvé. Son ouverture entraine l'arrêt du service de l'omnibus à trois chevaux connu sous le nom de l'Hirondelle, qui assurait un aller-retour quotidien entre Brest et Le Conquet. La ligne fut prolongée en 1908, d'abord le 5 août entre Saint-Pierre-Quilbignon et Brest (porte du Conquet), hors les murs, puis le 1er septembre  entre la Trinité et Sainte-Anne-du-Portzic, portant alors à la ligne à une longueur de 23 kilomètres. 

### Fermeture
Bien que florissante avant guerre, la situation se dégrade dans l'immédiat après-guerre, entraînant dès 1918 la fermeture de la branche vers Sainte-Anne-du-Portzic, puis la liquidation de la société concessionnaire. L'exploitation fut reprise en 1922 par la compagnie des chemins de fer départementaux du Finistère, déjà concessionnaire du premier réseau d'intérêt local du département et bénéficiant d'une meilleure assise financière. Toutefois le nouvel exploitant ne peut faire face à la concurrence routière et à la dégradation de l'infrastructure et du matériel roulant, qui entraînent une baisse de 30 % de la fréquentation entre 1928 et 1931 et aboutit à la fermeture de la ligne le 2 octobre 1932.

## Parcours, infrastructures et matériel roulant

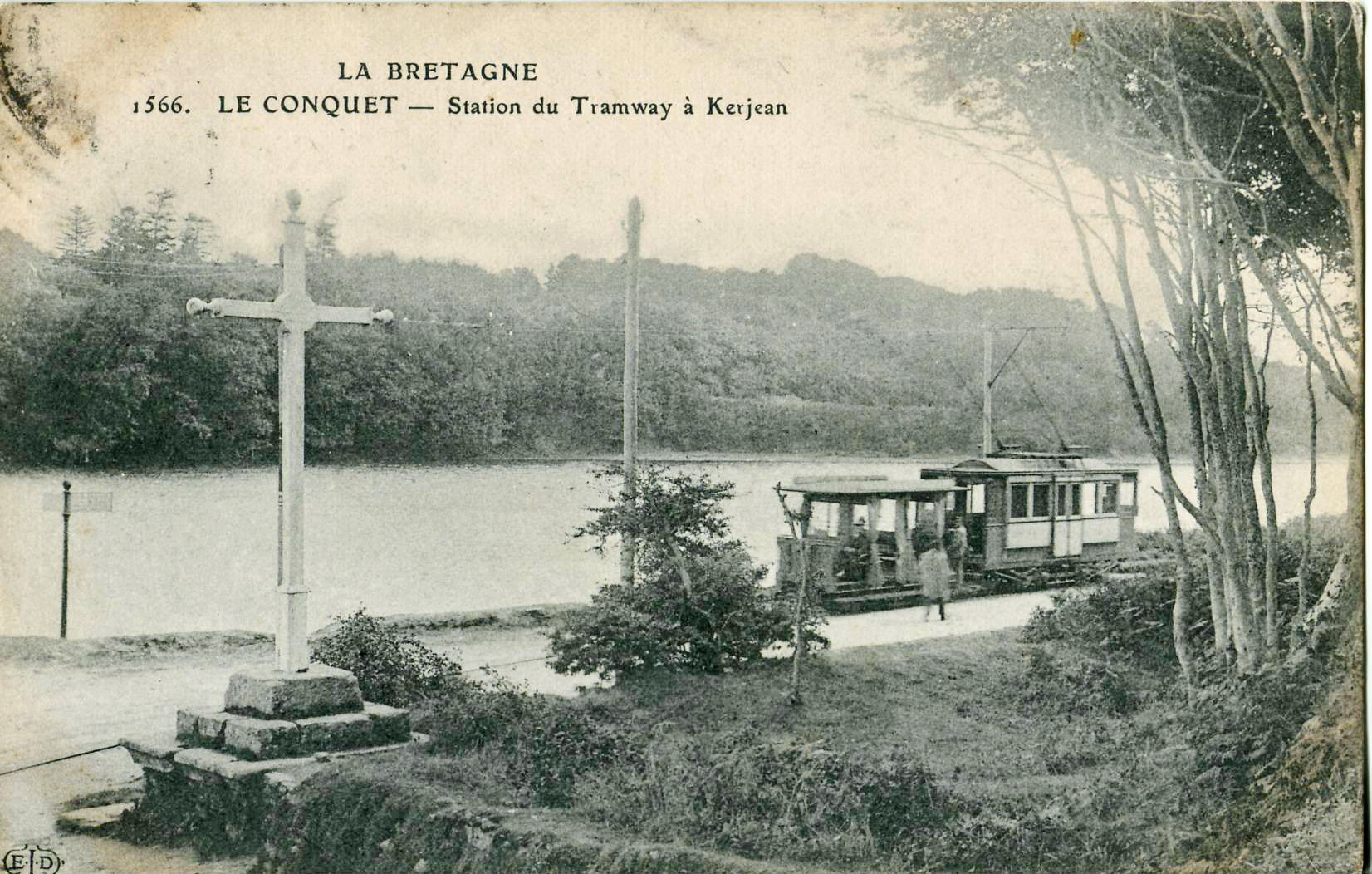
Rame du tramway à la station Kerjean

Longeant sur une vingtaine de kilomètres la route nationale 789 entre le Conquet et la gare de Saint-Pierre-Quilbignon, toujours debout, la ligne empruntait ensuite un itinéraire lui permettant de limiter les rampes, par la rue du Valy-Hir et la rue de la Frégate Laplace. La ligne était constituée d'une voie métrique unique.
Le service était d'au moins six allers-retours quotidiens, effectués à une vitesse maximale de 20 km/h.
Le parc du matériel roulant était constitué de 14 motrices sur truck Brill et de 26 remorques à deux essieux. Il était remisé et entretenu dans le dépôt-atelier de Pont-Rohel (Locmaria-Plouzané) situé en milieu de ligne.
Initialement, une usine électrique située dans le dépôt-atelier permettait l'alimentation de la ligne ; elle fut remplacée en 1915 par une sous-station à Saint-Pierre-Quilbignon alimentée par la Compagnie d'électricité de Brest. Les trams étaient alimentés par une ligne aérienne bifilaire afin d'éviter qu'un retour de courant par les rails ne perturbe le câble téléphonique transatlantique voisin.

## Sources